# Heinrich Graf von Lehndorff-Steinort
Heinrich Graf von Lehndorff-Steinort (Hanôver, 22 de junho de 1909 - Berlim, 4 de setembro de 1944) foi um conde e oficial do exército alemão, executado durante a II Guerra Mundial, por participação no atentado de 20 de julho de 1944 contra Adolf Hitler.

## Biografia
Nascido na nobreza alemã, Lehndorff estudou economia e administração de empresas em Frankfurt, antes de se dedicar a administrar a grande propriedade da família na Prússia Oriental. Com o início da guerra, ele foi designado para servir na Polônia e depois, como tenente da reserva, transferido para o staff do general Fedor von Bock, futuro comandante do Grupo de Exércitos Centro na invasão da URSS, em 1941.
Participou do complô militar contra a vida do Führer. Durante a ofensiva alemã na União Soviética foi testemunha ocular do massacre de uma população judia na Bielorrússia, por grupo de extermínio das SS, os Einsatzgruppen. Chocado, ele foi convencido por Henning von Tresckow, um dos líderes da resistência alemã a participar de uma conspiração contra Hitler. 
Com o fracasso do atentado realizado em 20 de julho de 1944, todos os conspiradores foram identificados e presos. Lenhndorff foi julgado em 3 de setembro de condenado à morte, sendo enforcado no dia seguinte na Prisão de Plötzensee, em Berlim. Sua mulher, a condessa Gottliebe von Lehndorff-Steinort e suas quatro filhas, foram enviadas a um campo de concentração até o fim da guerra e todos os numerosos bens artísticos da família foram confiscados.
Uma de suas filhas, Vera von Lehndorff, tornou-se duas décadas mais tarde famosa em todo mundo como modelo, com o nome de Veruschka.